# Маркетто, Маурицио
Маурицио Маркетто (итал. Maurizio Marchetto) — итальянский конькобежец и тренер. Участник трёх Олимпиад (1976, 1980, 1984).

## Биография
Выступал в конькобежном спорте на мировом уровне с 1976 по 1984 годы, приняв участие на шести чемпионатах Европы, пяти чемпионатах мира в классическом многоборье и трёх Зимних Олимпийских играх.
На Зимних Олимпийских играх 1976 года в Инсбруке занял 21-е место на 5000 м и 17-е на 10000 м.
На Зимних Олимпийских играх 1980 года в Лейк-Плэсиде занял 28-е место на 1500 м, 23-е на 5000 м, 22-е на 10000 м.
На Зимних Олимпийских играх 1984 года в Сараево занял 22-е место на 5000 м и 20-е на 10000 м.
На чемпионатах Европы лучшим результатом было 21-е место в 1980 году. На чемпионате мира — 24-е в 1977-м.
По окончании спортивной карьеры стал тренером итальянской сборной по конькобежному спорту. Наилучшего успеха добился с Роберто Сигелем, который стал чемпионом мира в 1992 году, а также с Энрико Фабрисом, который стал двукратным олимпийским чемпионом игр 2006 года в Турине.
К Олимпийским играм 2010 года в Ванкувере помимо итальянской команды тренировал Ивана Скобрева (дважды призёра) и Алексиса Контена.
После Олимпиады в Ванкувере стал тренером женской сборной России по конькобежному спорту.